# 범주 (가수)
범주(본명: 계범주, 1991년 11월 8일 ~ )는 대한민국의 가수이다. 누소울(Nusoul)이라는 예명으로도 활동한 바 있다. 2012년 엠넷의 음악 경연회 《슈퍼스타K 4》에 참여하여 TOP 12 안에 들었다.

## 학력
- 호원대학교 실용음악과 재학

## 음반 목록

### 싱글
- "Oh My Girl" (2011)
- "Just Friend" (2011, with 벤, 쿨손)
- "질릴만도한데" (2012)
- "낯선 천장" (2013)
- "Game Over" (2014)
- "우리 한번 만나볼래요" (2014)
- "살아" (2015)
- "첨이야" (2015)
- "I WANT YOU BACK" (2016)
- "Forever Young" (2017, with 한동근)
- "한 때" (2017, feat. 레이나 of 오렌지캬라멜)
- "JUST" (2017)
- "A.C.C.E.L" (2017)
- "그리워 안 해" (2018)

### EP
- Something Special (2013)
- 24 (2014)
- 많지도 + 적지도 : 스물일곱 (2017)

### 정규 음반
- Good Life (2015)

## 수상 목록
- 2024년 아시아 아티스트 어워즈 베스트 프로듀서상